# T.I.M.E. Stories
TIME Stories è un gioco di esplorazione cooperativa pubblicato da Space Cowboys nel 2015 dagli autori Peggy Chassenet e Manuel Rozoy. Ha vinto numerosi premi ed è stato nominato per il premio Kennerspiel des Jahr (Gioco dell'Anno) nel 2016. 

## Tema e caratteristiche
In TIME Stories, i giocatori fanno parte dell'Agenzia TIME e cercano di prevenire e sistemare eventuali incidenti nella linea temporale. Ogni giocatore assume il ruolo di un ospite (cd. ricettacolo) per viaggiare indietro nel tempo nel corpo di quest'ultimo e risolvere enigmi. Per fare ciò, i giocatori utilizzano un mazzo di carte raffiguranti vari luoghi da esplorare e gli eventi che qui vi si svolgono.
Il gioco base viene fornito con tutte le parti necessarie per il sistema TIME Stories . Ogni espansione include un nuovo scenario, con una nuova ambientazione e un nuovo mazzo di carte.

Oltre alle istruzioni del gioco, il materiale del gioco è composto da: 
- 8 pedine agenti (2x giocatore)
- 1 segnalino segnatempo
- 1 segnalino di gruppo
- 1 dado del Capitano temporale
- 6 dadi azione
- 40 scudi normali/teschio
- 7 scudi del tempo
- 7 scudi cuore
- 7 scudi speciali
- 140 tessere risorsa
- 30 punti vita
- 24 tessere stato

## Stile di gioco
Per prepararsi al gioco, le carte oggetto vengono scelte dal mazzo e posizionate nello spazio designato. La carta area viene poi rivelata. Quindi il mazzo di carte rimanente viene posizionato sul campo di gioco e viene rivelata la base, anch'essa composta da carte. Alla base i giocatori ricevono il briefing per la missione successiva. In questo modo apprendono il loro compito, le regole particolari del rispettivo caso e quali ricettacoli (ossia i personaggi) sono a loro disposizione.
Viene quindi nominato un capitano di tempo che, in caso di parità, ha un diritto di voto più alto e deve lanciare i dadi del capitano di tempo quando si cambia posizione. Il capitano passa quindi al giocatore successivo. Ora i giocatori si recano uno dopo l'altro nei diversi luoghi posizionando il segnalino gruppo sul luogo corrispondente sulla mappa e poi rivelando le carte corrispondenti.
Se i giocatori ora vogliono esplorare i vari luoghi del luogo, ciò costerà loro unità di tempo. Ogni giocatore può effettuare un'azione per unità di tempo. Le azioni possibili includono la modifica della scena o il completamento delle attività specificate nella scena. Se i giocatori vogliono spostarsi in un'altra posizione, il tiro di dado del capitano temporale determina quante unità di tempo questo costa ai giocatori. Può essere compreso tra una e tre unità di tempo. Se le unità di tempo vengono esaurite prima che il caso sia risolto, la missione si considera fallita ed i giocatori devono leggere la corrispondente carta “Missione Fallita”. Se i giocatori riescono a completare la missione, alle loro prestazioni verranno assegnati punti a seconda di quanto sono stati veloci nel raggiungere l'obiettivo. 

## Espansioni
- 2015: Il Caso Marcy è ambientato in America nel 1992, dove i giocatori hanno il compito di indagare sul rapimento di una persona.
- 2016: La profezia del drago - In questo caso i giocatori dovranno indagare su uno strappo nella struttura spazio-temporale nel Medioevo di una linea temporale alternativa.
- 2016: Dietro la maschera – I giocatori vengono inviati nell'antico Egitto per indagare sul furto di una maschera.
- 2017: Spedizione Endurance - Nell'Antartide nel 1914, i giocatori dovrebbero indagare su un'anomalia nella struttura dello spazio-tempo.
- 2017: Lumen Fidei – in questa espansione i giocatori verranno trasportati nella Spagna del XV secolo per infiltrarsi in una riunione dell'Inquisizione.
- 2017: Estrella Drive – I giocatori vengono inviati nella Hollywood del 1982 per indagare su un incidente avvenuto in una villa.
- 2017: Santo Tomàs de Aquino – Prequel di La Confraternita della Costa, ambientato anch'esso 1685, ai Caraibi, per liberare dei pirati catturati.
- 2018: La Confraternita della Costa - Nel 1685, bisogna stare attenti a pirati, corsari e altri criminali nei Caraibi
- 2019: Madame – Ambientato nella Versailles del 1673.

Su BoardGameGeek sono inoltre presenti anche alcune espansioni create dai giocatori stessi. 

## Premi
- Vincitore del miglior gioco generale dell'UK Games Expo 2016
- Candidato al gioco dell'anno per intenditori 2016
- Premio internazionale dei giocatori 2016 – Strategia generale: candidato multigiocatore
- Candidato esperto all'As d'Or 2016 per il Jeu de l'Année
- Candidato al Tric Trac 2015
- Candidato al Meeples' Choice 2015
- Candidato al gioco da tavolo più innovativo di Golden Geek 2015
- Candidato al gioco da tavolo dell'anno Golden Geek 2015
- Candidato al miglior gioco da tavolo tematico Golden Geek 2015
- Candidato al premio Golden Geek per la migliore grafica/presentazione del gioco da tavolo 2015

## Sviluppo
Il gioco TIME Stories è stato sviluppato dai game designer francesi Peggy Chassenet e Manuel Rozoy ed è stato pubblicato da Space Cowboys nel 2015. È stato inoltre tradotto in diverse lingue e pubblicato su licenza a livello internazionale da vari editori. Una versione inglese, tedesca e francese di Space Cowboys è stata rilasciata nel 2015. Nel 2016 il gioco è stato tradotto anche in spagnolo (Asmodee), polacco (Rebel), italiano (Asterion Press) e ceco (ADC Blackfire Entertainment). Nel 2017 sono state rilasciate le versioni russa (Crowd Games, Space Cowboys) e giapponese (Hobby Japan, Space Cowboys).